# Tama Janowitz
Tama Janowitz (San Francisco, 12 aprile 1956) è una scrittrice statunitense.

## Biografia
Nata il 12 aprile 1957 a San Francisco dallo psichiatra Julian Frederick Janowitz e dalla poetessa e professoressa Phyllis Winer, ha compiuto gli studi al Barnard College, all'Hollins College e alla Columbia University School of the Arts.
Trasferitasi a New York negli anni '80 ha cominciato a frequentare la scena artistica e letteraria della città ed è diventa amica di Andy Warhol.
Ha esordito nella narrativa nel 1981 con il romanzo Un padre americano, ma la notorietà è arrivata nel 1986 con la raccolta di racconti Schiavi di New York grazie alla quale è stata accostata alla nuova corrente letteraria neo-minimalista denominata "Brat Pack" composta tra gli altri dagli scrittori Jay McInerney, Bret Easton Ellis, Donna Tartt e Jill Eisenstadt caratterizzati da un grande successo di vendite e una vita all'insegna dell'eccesso.  
Autrice di altri 6 romanzi, un libro per ragazzi e un'opera di saggistica, nel 2016 ha dato alle stampe il memoir Scream: A Memoir of Glamour and Dysfunction.

## Opere

### Romanzi
- Un padre americano (American Dad, 1981), Milano, Longanesi, 1987 traduzione di Vincenzo Mantovani ISBN 88-304-0767-4.
- Un cannibale a Manhattan (A Cannibal in Manhattan, 1987), Milano, Bompiani, 1988 traduzione di Rossella Bernascone ISBN 88-452-1586-5.
- Pamela e i suoi vestiti (The Male Cross-dresser Support Group, 1991), Milano, Bompiani, 1993 traduzione di Rossella Bernascone e Guido Montegrandi ISBN 88-452-2094-X.
- By the Shores of Gitchee Gumee (1996)
- A Certain Age (1999)
- Il diario intimo di Peyton Amberg (Peyton Amberg, 2003), Roma, Newton & Compton, 2005 traduzione di Valeria Leotta ISBN 88-541-0496-5.
- They Is Us (2008)

### Raccolte di racconti
- Schiavi di New York (Slaves of New York, 1986), Milano, Bompiani, 1987 traduzione di Rossella Bernascone ISBN 88-452-1397-8.

### Saggi
- Area Code 212: New York Days, New York Nights (2002)

### Memoir
- Scream: A Memoir of Glamour and Dysfunction (2016)

### Libri per ragazzi
- Senti anche tu? (Hear that?, 2001), Roma, PescaMela, 2002 traduzione di Lucio Angelini ISBN 88-7322-011-8.

## Adattamenti cinematografici
- Schiavi di New York, regia di James Ivory (1989)

## Premi e riconoscimenti
National Endowment for the Arts
- Fellow 1981 e 1986[10]